# Spouwen-Mopertingen
Actualités
Le Belisia Sport Veringing Bilsen est un club belge de football basé à Bilzen. Fondé en 1954, le club porte le matricule 5775. Il évolue en Nationale 1 VV en 2024-2025. 
De 2002 à 2021, après la fusion du Rapid Spouwen et du Golden Stars Mopertingen, le club s'appelle simplement « Spouwen-Mopertingen ».
Il prend son non actuel à partir du 1er juillet 2021, après un rapprochement avec le K. Bilzerse Waltwilder VV (232) ,.

## Repères historiques
- 1954 : 3 janvier 1954 fondation du RAPID SPOUWEN qui s'affilie à l'URBSFA le 20 août 1954 et reçoit le matricule 5775.
- 1967 : 12 juin 1967, fondation de GOLD STARS MOPERTIGEN qui s'affilié à l'URBSFA le 10 août 1967 et reçoit le matricule 7073.
- 1974 : Première accession aux séries nationales pour le matricule 5775. L'aventure s'écoule pendant 18 ans avec un retour en séries provinciales
- 2002 : 1er juillet 2002 RAPID SPOUWEN (5775) fusionne avec GOLD STARS MOPERTINGEN (7073) pour former SPOUWEN-MOPERTINGEN (5775).
- 2021 : 1er juillet 2021 SPOUWEN-MOPERTINGEN (5775) change son appellation en BELISIA BILZEN SPORT VERENIGING (5775).

## Histoire
Le club est fondé le 3 janvier 1954 sous le nom de Rapid Spouwen. Il s'affilie le 20 août 1954 à l'Union belge et reçoit le matricule 5775. Le club débute en troisième provinciale limbourgeoise lors de la saison 1955-1956 et s'installe directement dans le haut du classement. Après quatre saisons, il remporte le titre dans sa série et monte en deuxième provinciale. Deux ans plus tard, le club remporte un nouveau titre et accède à la première provinciale. Il y dispute une bonne saison, conclue à la troisième place, puis recule dans le classement. En 1964, le club finit dernier et est relégué en « P2 » après trois saisons parmi l'élite provinciale. Le club loupe de peu la remontée directe l'année suivante puis décroche le titre un an plus tard. Le club se stabilise en milieu de classement de la « P1 » durant sept saisons.

### Arrivée en Nationale
En 1973-1974, le « Rapid » échoue à la deuxième place derrière les Kabouters Opglabbeek. Néanmoins, la création de la Ligue professionnelle et l'élargissement de la Division 1 à 20 clubs libère des places supplémentaires en Promotion, ce dont bénéficie le matricule 5775 pour accéder aux séries nationales pour la première fois de son Histoire.
Si Opglabbeek redescend après deus saisons, Spouwen s'installe au 4e niveau du football belge pendant presque 20 ans, dix-huit saisons exactement. En 1976, le Rapid Spouwen termine vice champion derrière WS Beverst. Le club ne réédite cette performance qu'en 1989 mais décroche aussi quatre 4e places. Installé durablement en milieu de classement, terminant douze saisons entre la onzième et la quatrième place, il lutte donc pour le titre durant toute la saison 1988-1989 avec l'étonnant FC Poederlee. « Étonnant » car club d'un petit village et arrivé pour la première fois en Nationale seulement la saison précédente. Spouwen doit finalement s'avouer vaincu, trois points derrière le cercle anversois. Par la suite, après deux saisons moyennes, Le « Rapid » finit quatorzième en 1991-1992, un classement synonyme de relégation en première provinciale. Comme cela arrive fréquemment, une descente est suivie d'une autre. Deux ans après avoir quitté la « Promotion », le club se retrouve en « P2 ».

### Retour parmi l'élite provinciale
Le Rapid Spouwen met quatre ans à remonter parmi l'élite provinciale, à la faveur du tour final 1998. Il se stabilise ensuite en milieu de classement et remporte le classement d'une tranche en 2001-2002. Il participe dès lors au tour final provincial, durant lequel il élimine Lutlommel et les Turkse Rangers pour gagner le droit de prendre part au tour final interprovincial. Il en est éliminé d'emblée par La Calamine qui vient lui infliger une sévère défaite « 1-5 ».

### Fusion avec GS Mopertingen
Voulant rester ambitieux, à la fin de cette saison 2001-2002, le club fusionne avec son voisin du Golden Stars Mopertingen, porteur du matricule 7073, qui vient de disputer sa première saison en « P1 ». Conservant le matricule 5775 du « Rapid », l'entité coalisée prend le simple nom de « Spouwen-Mopertingen ». L'équipe A s'installe dans les installations du Golden Stars à Mopertingen. Cette fusion est rapidement couronnée de succès, le club terminetroisième en 2003 et prend part au tour final limbourgeois. Le K. SK Bree et le RC Hades sont écartés pour accéder au Tour final interprovincial. Gagnant contre la Jeunesse Rochefortoise, barragiste de Promotion, puis face au SK Eernegem, le matricule 5775 s'assure de faire son retour en séries nationales.

### Pilier de la «D4»
Revenu en Promotion, Spouwen-Mopertingen s'installe dans le ventre mou du classement, à l'abri de la zone de relégation mais le plus souvent à bonne distance des premières places. Toutefois, en 2009, le club remporte le classement de la troisième tranche de sa série, ce qui lui donne accès au tour final pour la montée en Division 3. Il est battu au premier tour par le Torhout 1992 KM et n'est donc pas promu. La saison suivante, il atteint pour la première fois les seizièmes de finale de la Coupe de Belgique, après avoir éliminé le R. FC de Liège (D2) et le Wielsbeke (D3). Opposés au FC Malines, les joueurs tiennent le coup durant 80 minutes mais finissent par s'incliner 2-0.
En 2014, le club se fait une frayeur en ne pouvant éviter la place de barragiste. Un succès « 5-2 » contre Ganshoren permet d'assure le maintien.
Six ans plus tard, en 2015-2016, Spouwen-Mopertingen se hisse à nouveau en Seizièmes de finale. Le tirage au sort offre au club un prestigieux déplacement au Royal Sporting Club Anderlecht (D1) au « Parc Astrid ». Les Jaunes et Bleus s'en tirent très honorablement avec une fois encore un revers concédé dans les dernières minutes. Les Mauves ouvrent le score sur un coup de réparation transformé par Youri Tielemans, les Limbourgeois égalisent par Moussa Diallo à un quart d'heure du terme. La décision ne tombe qu'aux 89e et 90e minutes avec des réalisations de Leander Dendoncker et Matías Suárez.

Quelques mois après l'épopée en Coupe, conclue à Anderlecht, Spouwen-Mopertingen s'assure de rester en 4e division, via un barrage. Celle-ci reçoit le nom de « Division 2 Amateur VFV » dans le cadre d'une réforme de la compétition, induisant que sous le 3e étage les divisions sont disputées par régime linguistique. Spouwen-Mopertingen écarte les Flandriens du K. SC Dikkelvenne (4-3) puis au K. FC Zwarte Leeuw (0-3). Une dernière rencontre contre le K. SC de Toekomst Menen n'est plus nécessaire. Les clubs étant numériquement qualifiés pour le nouveau Niveau 4 VFV (tout comme les battus du tour précédent).

### Maintien de justesse
En 2017 et en 2018, le matricule 5775 termine aux places d'honneur avec chronologiquement une 4e puis une 3e place au classement final. Faute de licence ad hov, le club ne prend pas part au tour final pour la montée au 3e niveau. L'exercice 2018-2019 est nettement moins bon avec un 13e rang final. La descente est ainsi évitée de peu car les deux cercles barragistes (City Pirates et Eppegem) sont relégués en raison de la situation des clubs néerlandophones à l'étage supérieur.
Lors de l'arrêt du championnat en 2020 en raison de la Pandémie de Covid-19, Spouwen-Mopertingen est en position de relégable: 15e et dernier d'une série dans laquelle Duffel en faillite a déclarer forfait. Le matricule 5775 est sauvé par des éléments extra-sportifs. D'une part, le club du K. VV Vosselaar a choisi de redescendre volontairement en séries provinciales. D'autres, descendant de Nationale 1, l'AS Verbroedering Geel est également rétrogradé administrativement par la fédération jusqu'en « P1 ». Endetté, le club ne reçoit pas la licence pour évoluer en « Division 2 ». Tous les recours en interne à la fédération et devant la CBAS sont négatifs pour Geel 

### Union / Rapprochement avec Bilzerse Waltwilder
Après deux saisons délicates et une troisième annulée, les dirigeants de Spouwen-Mopertingen entreprennent des négociations avec leur (très proche) voisin du K. Bilzerse Waltwilder VV (matricule 232). La presse rapporte des souhaits de fusion entre les deux entités . Les débats concernant les équipes de jeunes sont la pierre d'achoppement et sans fermer la porte à une fusion ultérieure, les deux matricules décident de poursuivre individuellement mais d'unir leur équipe « Premières » en une seule. Renommé Belisia Bilzen SV, celle-ci Division 2 2021-2022 sous le matricule 5775. Par ailleurs, le matricule 232 prend le nom de Bilzen Youth en alignant une équipe « Réserves » et des équipes de jeunes de toutes les catégories .

## Anciens logos

ancien logo de Spouwen-Mopertingen

## Résultats dans les divisions nationales
Statistiques mises à jour le 3 décembre 2024 (terme de la saison 2023-2024)

### Bilan
| Niv | Divisions     | Jouées | Titres | TM Up | TM Down |
| --- | ------------- | ------ | ------ | ----- | ------- |
| I   | 1re nationale | 0      | 0      |       |         |
| II  | 2e nationale  | 0      | 0      |       |         |
| III | 3e nationale  | 0      | 0      |       |         |
| IV  | 4e nationale  | 39     | 0      | 2     | 1       |
| V   | 5e nationale  | 0      | 0      |       |         |
|     |               |        |        |       |         |
|     | TOTAUX        | 39     | 0      | 2     | 1       |

- TM Up : test-match pour départager des égalités, ou toutes formes de Barrages ou de Tour final pour une montée éventuelle.
- TM Down : test-match pour départager des égalités, ou toutes formes de Barrages ou de Tour final pour le maintien.
- Dont deux saisons arrêtées ou annulées au 4e niveau en raison du Covid-19

### Classements saison par saison
| Ordre               | Saison  | Nom du club         | Niveau                         | Classement final | Remarques           |
| ------------------- | ------- | ------------------- | ------------------------------ | ---------------- | ------------------- |
| 1                   | 1974-75 | Rapid Spouwen       | Promotion série B              | 12e/16           |                     |
| 2                   | 1975-76 | Rapid Spouwen       | Promotion série C              | 2e/16            |                     |
| 3                   | 1976-77 | Rapid Spouwen       | Promotion série C              | 11e/16           |                     |
| 4                   | 1977-78 | Rapid Spouwen       | Promotion série B              | 9e/16            |                     |
| 5                   | 1978-79 | Rapid Spouwen       | Promotion série A              | 4e/16            |                     |
| 6                   | 1979-80 | Rapid Spouwen       | Promotion série C              | 8e/16            |                     |
| 7                   | 1980-81 | Rapid Spouwen       | Promotion série D              | 11e/16           |                     |
| 8                   | 1981-82 | Rapid Spouwen       | Promotion série C              | 4e/16            |                     |
| 9                   | 1982-83 | Rapid Spouwen       | Promotion série D              | 4e/16            |                     |
| 10                  | 1983-84 | Rapid Spouwen       | Promotion série C              | 6e/16            |                     |
| 11                  | 1984-85 | Rapid Spouwen       | Promotion série D              | 4e/16            |                     |
| 12                  | 1985-86 | Rapid Spouwen       | Promotion série B              | 10e/16           |                     |
| 13                  | 1986-87 | Rapid Spouwen       | Promotion série C              | 4e/16            |                     |
| 14                  | 1987-88 | Rapid Spouwen       | Promotion série C              | 7e/16            |                     |
| 15                  | 1988-89 | Rapid Spouwen       | Promotion série C              | 2e/16            |                     |
| 16                  | 1989-90 | Rapid Spouwen       | Promotion série C              | 11e/16           |                     |
| 17                  | 1990-91 | Rapid Spouwen       | Promotion série D              | 10e/16           |                     |
| 18                  | 1991-92 | Rapid Spouwen       | Promotion série c              | 14e/16           | Relégué!            |
| séries provinciales |         |                     |                                |                  |                     |
| 19                  | 2003-04 | Spouwen-Mopertingen | Promotion série C              | 9e/16            |                     |
| 20                  | 2004-05 | Spouwen-Mopertingen | Promotion série C              | 6e/16            |                     |
| 21                  | 2005-06 | Spouwen-Mopertingen | Promotion série C              | 9e/16            |                     |
| 22                  | 2006-07 | Spouwen-Mopertingen | Promotion série C              | 7e/16            |                     |
| 23                  | 2007-08 | Spouwen-Mopertingen | Promotion série C              | 7e/16            |                     |
| 24                  | 2008-09 | Spouwen-Mopertingen | Promotion série C              | 6e/16            | Tour final!         |
| 25                  | 2009-10 | Spouwen-Mopertingen | Promotion série C              | 5e/16            |                     |
| 26                  | 2010-11 | Spouwen-Mopertingen | Promotion série C              | 7e/16            |                     |
| 27                  | 2011-12 | Spouwen-Mopertingen | Promotion série C              | 8e/16            |                     |
| 28                  | 2012-13 | Spouwen-Mopertingen | Promotion série C              | 5e/18            |                     |
| 29                  | 2013-14 | Spouwen-Mopertingen | Promotion série C              | 13e/18           | Barragiste!         |
| 30                  | 2014-15 | Spouwen-Mopertingen | Promotion série C              | 7e/18            |                     |
| 31                  | 2015-16 | Spouwen-Mopertingen | Promotion série C              | 6e/16            | Tour final!         |
| 32                  | 2016-17 | Spouwen-Mopertingen | Division 2 Amateur VFV série B | 4e/16            | [ saisons 4 ]       |
| 33                  | 2017-18 | Spouwen-Mopertingen | Division 2 Amateur VFV série B | 3e/16            | Pas de licence      |
| 34                  | 2018-19 | Spouwen-Mopertingen | Division 2 Amateur VFV série B | 13e/16           |                     |
| 35                  | 2019-20 | Spouwen-Mopertingen | Division 2 Amateur VFV série B | 15e/15           | [ saisons 5 ]       |
| 36                  | 2020-21 | Spouwen-Mopertingen | Division 2 Amateur VFV série B | N/A              | [ saisons 6 ]       |
| 37                  | 2021-22 | Belisia SV Bilsen   | Division 2 Amateur VV série B  | 5e/16            | Tour final          |
| 38                  | 2022-23 | Belisia SV Bilsen   | Division 2 Amateur VV série B  | 4e/18            |                     |
| 39                  | 2023-24 | Belisia SV Bilsen   | Division 2 Amateur VV série B  | 1er/16           | Champion et promu ! |
| 40                  | 2024-25 | Belisia SV Bilsen   | Nationale 1 VV                 | en cours         |                     |